# Cyclura nubila ssp. nubila
Cyclura nubila ssp. nubila је гмизавац из реда Squamata и фамилије Iguanidae. 

## Угроженост
Ова врста се сматра рањивом у погледу угрожености врсте од изумирања.

## Распрострањење
Врста има станиште у Куби и Порторику.

## Станиште
Станиште врсте су планине. 
Врста је присутна на подручју острва Куба. 

## Начин живота
Врста Cyclura nubila ssp. nubila прави гнезда. 